# Homer Simpson
Homer Jay Simpson, przez krótki okres znany jako Max Power (ur. 12 maja 1956 na farmie rodziców, Mony i Abrahama Simpsonów, w USA) – fikcyjna postać występująca w serialu animowanym Simpsonowie.
Homerowi głosu udziela Dan Castellaneta. Postać pojawiła się po raz pierwszy w telewizji, razem z resztą rodziny w "Tracy Ulman Show" w krótkiej animacji "Good Night: 19 kwietnia 1987 r. Homer został stworzony i zaprojektowany przez rysownika Matta Groeninga, kiedy ten czekał w recepcji biura Jamesa L. Brooksa. Groeningowi zlecono wymyślenie serii krótkich historyjek na podstawie jego komiksu "Life in Hell", ale zamiast tego rysownik zdecydował się stworzyć nowy zestaw bohaterów. Głównego bohatera nazwał imieniem swojego ojca Homera Groeninga. Po trzech seriach pokazanych w "The Tracey Ullman Show" Simpsonowie dostali własny serial, który zadebiutował w telewizji Fox 17 grudnia 1989 r.
Homer i jego żona Marge mają troje dzieci: Barta, Lisę i Maggie. Jako żywiciel rodziny Homer pracuje w Elektrowni Atomowej w Springfield. Homer uosabia kilka stereotypów dotyczących amerykańskiej klasy robotniczej: jest nieokrzesany, niekompetentny, leniwy, ma nadwagę i nadużywa alkoholu, ale w zasadzie to porządny człowiek oddany swojej rodzinie. Pomimo faktu, że dotyka go proza życia podmiejskiej klasy robotniczej, bardzo często przytrafiają mu się niesamowite przygody.
W początkowych krótkich odcinkach Castellaneta podkładał Homerowi głos w sposób przypominający głos Waltera Matthau, ale z czasem dubbing ewoluował i stał się żywszy, pozwalający na wyrażenie szerszego zestawu emocji. Homer pojawiał się w innych produkcjach związanych z Simpsonami, włączając w to gry komputerowe, pełnometrażowe filmy, reklamach i komiksach. Jego charakterystyczne zawołanie "D'oh!" zostało w 1998 r. dołączone do "The New Oxford Dictionary of English", a w 2001 r. do "Oxford English Dictionary". Mające wyrażać złość zawołanie, używane przez Homera w najróżniejszych sytuacjach pozwala na wyrażenie całej gamy emocji: od smutku i rozpaczy po gniew.
Homer to jedna z najbardziej wpływowych fikcyjnych postaci telewizyjnych. Brytyjska gazeta "The Sunday Times" określiła Homera jako "Najwspanialszą postać komiczną współczesnych czasów". w 2010 r. magazyn "Entertainment Weekly" nazywając Homera "największym fikcyjnym bohaterem ostatnich 20 lat", "TV Guide" ulokował go na drugim miejscu, za Królikiem Bugsem w rankingu najlepszych postaci animowanych, a widzowie "Channel 4" wybrali Homera największą postacią telewizyjną wszech czasów. Za głos Homera Castellaneta wygrał 4 Nagrody Emmy. W 2000 r. Homer i jego rodzina zostali nagrodzeni gwiazdą w Hollywoodzkiej Alei Sław.

## Charakterystyka
Na co dzień pracuje w elektrowni jądrowej w Springfield przy sektorze 7G, gdzie najczęściej śpi lub objada się pączkami z automatu. Jego szef nie pamięta jego imienia co bardzo go złości. Ma znaczną nadwagę (w jednym z odcinków, chcąc uzyskać rentę, dobił aż do 150 kg), ma zarost oraz jest łysy i niezbyt inteligentny (skutek obciążenia genetycznego – „gen Simpsonów”, obecności kredki w mózgu i licznych urazów głowy). Zawsze ubierał się w białą koszulkę z krótkim rękawem, niebieskie spodnie i czarne buty. Niemal w każdym odcinku przytrafiają mu się różne kłopoty, z których jednak ostatecznie udaje mu się wyplątać. W gruncie rzeczy życiowy nieudacznik, przedstawiany jest jako poczciwa i dająca się lubić postać, pomimo tego że często dusi swojego rozrabiającego syna Barta, ucisza swoją grającą na saksofonie córkę Lisę i lekceważy swoją żonę Marge. Jego ulubionym zajęciem jest oglądanie TV, a jedyną lekturą program telewizyjny.

## Popularność
W kilku pierwszych sezonach wydarzenia w serialu koncentrowały się wokół postaci Barta. Jednak wraz z upływem czasu bartmania nieco przygasła, przez co rola Homera stała się bardziej pierwszoplanowa.
Popularności Homera dowodzi także fakt, że jego standardowe powiedzonko, d’oh!, stworzone specjalnie dla niego przez twórców serialu, zostało umieszczone jako osobne hasło w Oxford English Dictionary. Homer znalazł się także na 2. miejscu (za królikiem Bugsem) na liście 50 najbardziej popularnych postaci animowanych opublikowanej przez amerykańskie czasopismo TV Guide oraz na 5. miejscu na liście 100 najbardziej popularnych postaci telewizyjnych opublikowanej przez brytyjską stację telewizyjną Bravo (najwyższe miejsce spośród postaci animowanych). W roku 2003 w internetowym głosowaniu zorganizowanym przez BBC został uznany za największego Amerykanina wszech czasów.